# 查納 (伊利諾伊州)
查納（英語：Chana）是位於美國伊利諾伊州奧格爾縣的一個非建制地區。該地的面積和人口皆未知。

## 地理
查納的座標為41°58′50″N 89°13′11″W / 41.98056°N 89.21972°W，而該地的平均海拔高度為238米（即781英尺）。